# Carlos Ochoa (calciatore)
Carlos Augusto Ochoa Mendoza (Apatzingán, 5 marzo 1978) è un ex calciatore messicano, di ruolo attaccante.

## Carriera

### Club
Ha iniziato la sua carriera nel 1999 con il Necaxa, dove non ha trovato molto spazio. Per questo motivo viene ceduto al Tigres UANL. Dopo due stagioni viene acquistato dall'Osasuna, club nel quale rimane per mezza stagione, senza giocare con continuità. Nelle stagioni successive gioca con Querétaro FC e con i Jaguares de Chiapas, dove ha formato una coppia d'attacco con Salvador Cabañas. Nel 2008 si trasferisce al Monterrey, dove ha giocato per due anni. Nel dicembre 2008 viene ceduto in prestito con diritto di riscatto al Guadalajara. Alla fine della stagione viene acquistato dal Santos Laguna. Dopo aver giocato una stagione con il Santos Laguna, è stato ceduto in prestito alle sue ex squadre, rispettivamente Jaguares de Chiapas e al Tigres UANL. Dopo i suoi prestiti, torna al Santos Laguna.

### Nazionale
Durante la gestione di Javier Aguirre, è stato convocato in nazionale per disputare la CONCACAF Gold Cup 2002.

## Palmarès

### Club

#### Competizioni internazionali
- CONCACAF Champions League: 1

Necaxa: 1999

#### Competizioni nazionali
- Campionato messicano: 1

Santos Laguna: Clausura 2012